# Wilhelm Mayer (tonsättare)
Wilhelm Mayer, född 10 juni 1831 i Prag, död 23 januari 1898 i Graz, var en österrikisk tonsättare.
Mayer blev 1856 juris doktor och var först ämbetsman, men ägnade sig från 1861 helt åt musiken. Han ledde 1862–70 musikföreningen i Graz och var lärare åt bland andra Ferruccio Busoni, Wilhelm Kienzl, Richard Heuberger och Felix Weingartner. 
Mayer komponerade tre symfonier och andra orkesterverk, konsertoperan Waldfräulein (1876), samt bland annat körer och visor, under pseudonymen W.A. Rémy.